# Phylomictis maligna
Phylomictis maligna is een vlinder uit de familie van de sikkelmotten (Oecophoridae). De wetenschappelijke naam van de soort is voor het eerst geldig gepubliceerd in 1890 door Edward Meyrick. De soort werd verzameld in Melbourne (Australië).